# Sacagawea dollar
De Sacagawea dollar is een Amerikaanse dollarmunt die wordt geslagen sinds 2000. De munt werd in eerste instantie voorgesteld als een vervanging voor de Susan B. Anthony dollar, die erg bruikbaar bleek te zijn voor de exploitanten van verkoopautomaten en in het openbaar vervoer, ondanks het feit dat de munt niet populair was bij het publiek. In eerste instantie werd het Vrijheidsbeeld voorgesteld als onderwerp, maar Sacagawea, de Shoshonegids van de Lewis en Clark-expeditie, werd uiteindelijk gekozen.
De munt toont aan de voorzijde een ontwerp van Glenna Goodacre en aan de achterzijde van Thomas D. Rogers. De nieuwe dollarmunt werd sterk onder de aandacht gebracht via een drukwerk-, radio- en televisiereclame, alsmede door een partnerschap tussen de United States Mint en Wal-Mart en Cheerios. De Munt had ook een plan voor een 22-karaats gouden munt met hetzelfde ontwerp, maar dit idee werd al snel verlaten na vragen m.b.t. de bevoegdheden van de Munt hierover. 
Spoedig na de eerste productie van de dollar, viel het op dat sommige van de munten werden geslagen met aan de voorkant de afbeelding van de State quarter en de normale achterkant. 
De Sacagawea dollar bleek niet populair bij het publiek en het aantal geslagen munten daalde sterk in het tweede productiejaar. Sinds 2009 krijgt de achterkant van de munt jaarlijks een ander ontwerp dat gerelateerd is aan prestaties van de oorspronkelijke inwoners van Amerika.